# 신조 마모루
신조 마모루(일본어: 新城 守, 1942년 8월 13일 ~ )는 일본의 가수로, 이바라키현 출신다.